# Lydia Peeters
Lydia Peeters (Maaseik, 17 gennaio 1969) è una politica belga fiamminga, membro della Liberali e Democratici Fiamminghi Aperti.

## Biografia
Lydia Peeters ha iniziato la sua carriera a livello locale. Dal 2001 è sindaco di Dilsen-Stokkem. Si è laureata in giurisprudenza alla Katholieke Universiteit Leuven nel 1992 ed è stata avvocato dal 1992 al 2006, prima al Bar di Hasselt e poi a quello di Tongeren.
Eletta al Parlamento fiammingo, durante le elezioni regionali del 7 giugno 2009, è stata rieletta nel 2014 e nel 2019 con 23.728 voti di preferenza.
Il 9 gennaio 2019, ha sostituito Bart Tommelein, che è diventato Sindaco di Ostenda, come Ministro del bilancio, delle finanze e dell'energia nel governo di Geert Bourgeois, carica che manterrà nel governo di Liesbeth Homans. È diventata Viceministro presidente delle Fiandre il 18 luglio 2019 dopo la nomina di Sven Gatz al governo di Bruxelles. Assume anche gran parte delle sue funzioni: cultura, media e gioventù.
Dopo le elezioni regionali del 2019 e la formazione del governo fiammingo, fa parte del nuovo governo di Jan Jambon come ministro responsabile della mobilità e dei lavori pubblici.
Nel giugno 2020, ha suscitato polemiche perché ha fatto un viaggio da Bruxelles ad Anversa in aereo, come segno di  sostegno della ripartenza degli aeroporti regionali dopo la crisi del coronavirus..

## Vita privata
È sposata con il politico Jan Verlinden, membro del consiglio comunale di Genk dal 2001 al 2003.